# Rumex conglomeratus
Rumex conglomeratus Murray es una especie de plantas de la familia de las poligonáceas. 

## Descripción

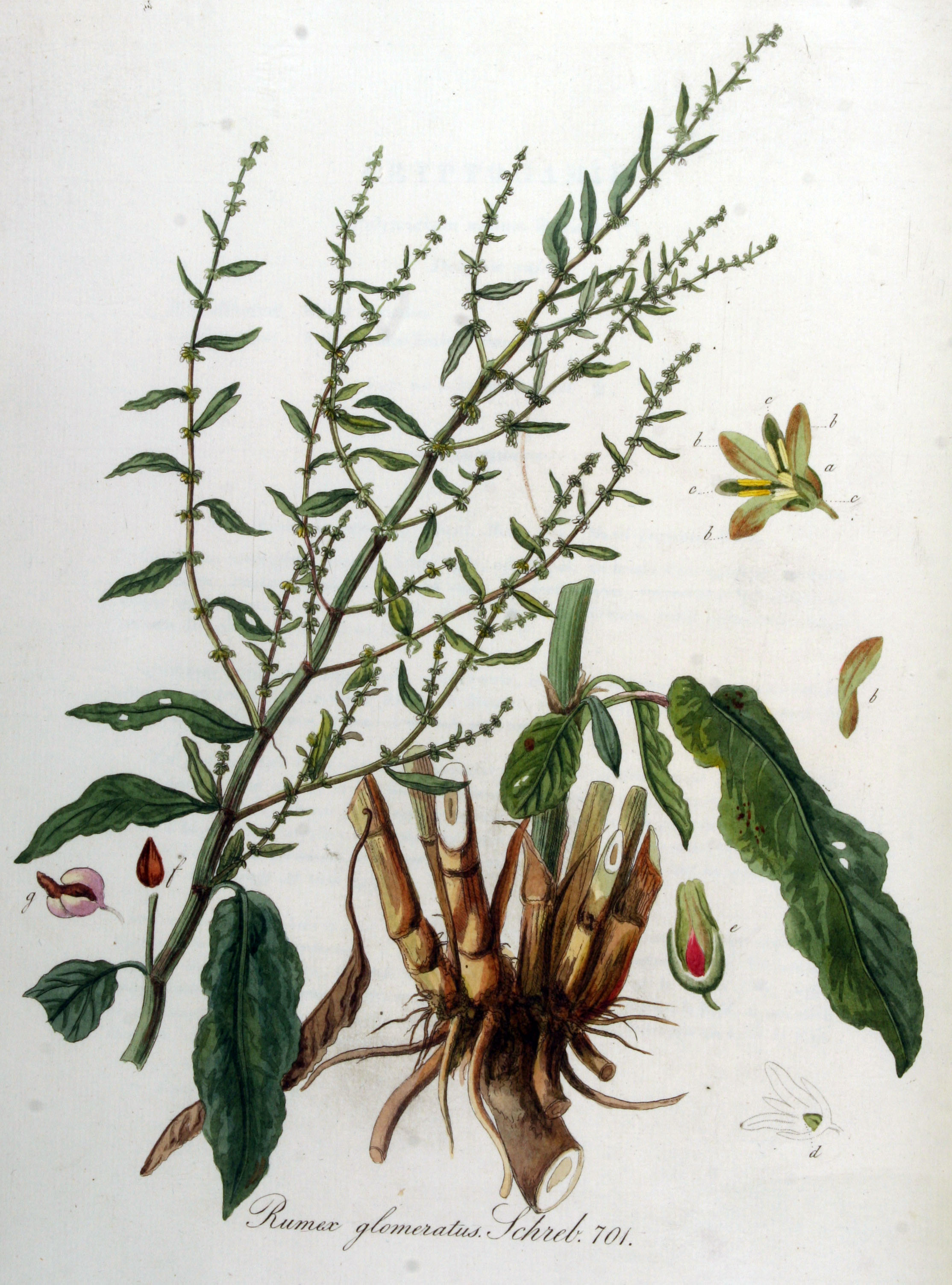
Ilustración

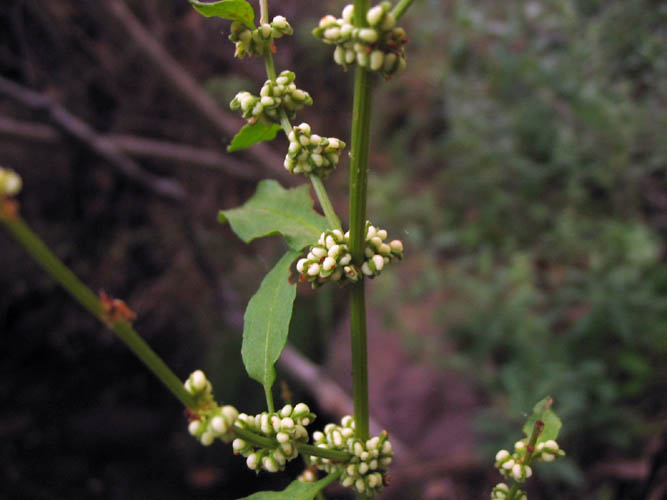
Detalle de la planta

Se trata de una planta anual o bienal de crecimiento rápido. Puede alcance el 1 metro de altura. Las hojas son basales y en roseta, pecioladas, limbo ovalado-lanceolado o ovalado-oblongo, de base cuneada o cordada con nervaduras reticulada y retículo estrechando-hacia el margen.  Tallos con estípulas transformadas en una ocrea. Inflorescencia en  panícula con flores en verticilos.  Flores hermafroditas, pedicelos articulados por debajo de la mitad. Perianto de 6 piezas, las externas son patentes, las internas liguliformes y tuberculades.  El fruto lo presenta en forma de aquenios.

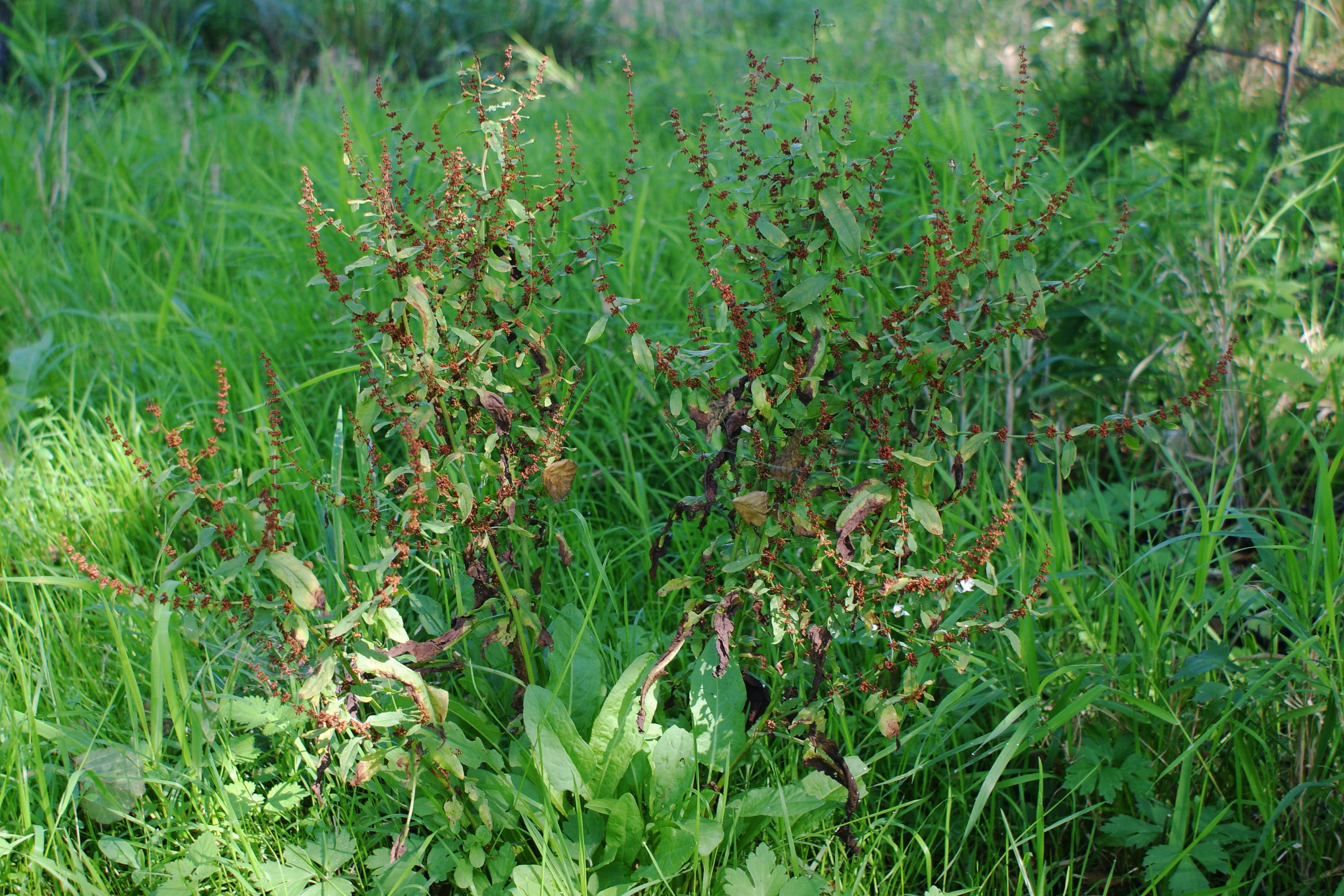
Vista de la planta

## Distribución y hábitat
Es nativa de Europa, Asia y del norte de África, aunque se ha introducido en América del Norte y con presencia en países de América del Sur como Chile, Argentina, Bolivia, Colombia, Ecuador, Perú, Uruguay y Venezuela. Es propia de zonas de hierba húmeda más o menos nitrófilas; se presenta en los márgenes de las acequias, terrenos inundables e incluso en campos muy irrigados y sus márgenes.  Tiene una distribución holártica.
- Distribución regional en Chile: Atacama (ATA), Coquimbo (COQ), Valparaíso (VAL), Metropolitana (RME), O'Higgins (LBO), Maule (MAU), Ñuble (NUB), Biobío (BIO), Araucanía (ARA), Los Ríos (LRI), Los Lagos (LLA), Aysén (AIS), Juan Fernández (JFE).[1]

## Taxonomía
Rumex conglomeratus fue descrita por   Johan Andreas Murray  y publicado en Prodromus Designationis Stirpium Gottingensium 52. 1770.
Citología
Número de cromosomas de Rumex conglomeratus (Fam. Polygonaceae) y táxones infraespecíficos:  n=10; 2n=20
Etimología
Ver: Rumex
conglomeratus: epíteto latíno que significa "agrupadas".
Sinonimia
- Rumex acutus Sm.
- Rumex glomeratus Schreb.
- Rumex litoralis Kunth
- Rumex nemolapathum Ehrh.
- Rumex paludosus With.[5]
- Acetosa conglomerata (Murray) M.Gómez
- Lapathum conglomeratum Gray
- Lapathum glomeratum Gilib.
- Rumex nemorosus Schrad. ex Willd.

## Nombres comunes
- Castellano: aceda, aceda de burro, aceda de culebra, aceda de lagartija, aceda de lobo (2), aceda de perro, aceda de sapo, acedera (4), acedera de burro, acedera de lobo, acedera de perro, acedera de sapo (2), acederones, acederón (3), acedón (2), acerón, acerún, aciderones, alborraza, azadera, azaderones, balaera, calbernia, calbeña, carbanas, carbaza (3), carbazana, carbazón, carbaña, carbena, carbey, cardeña, carpaza (2), espinaca de campo, espinaca silvestre, espinaca vinagrera, hojas de sapo, labaza, lamparda, lampaza, lapato, lengua de perro, lápato, mastranzo, paniega (3), paradella, parpucha, romanza (3), romanzas, romaza (5), romaza aglomerada (3), romaza aguda, romaza blanca, romaza borracha, romaza de hoja aguda, romaza silvestre, romaza vulgar (4), romazas, romazón, vinagrera, vinagrera amarga, yoreira.[6] (El número entre paréntesis indica las especies que tienen el mismo nombre en España).
- Romaza (Chile), Lengua de vaca (Colombia), Acelga (Perú)[7]

## Morfología
- Tallo: Erguido y ramificado, con estrías longitudinales, alcanza una altura que va desde los 30-100 cm;
- Hojas: Basales largas hasta 20 cm, lanceolada con margen ondulado y de base cordada. Alternas, más pequeñas, con vainas membranosas (ochreas) características del género;
- Flores: Pequeñas, verde-rojizas, dispuestas en verticilos densos (glomerulados);
- Frutos: Aquenio trigonal, rodeado por tres valvas acrescentes (alas papiráceas), que facilitan su dispersión.[8][9]

## Composición química
Rumex conglomeratus, presenta una composición química rica en compuestos bioactivos que tienen propiedades medicinales y antioxidantes. Sus principales componentes son:
- Compuestos fenólicos: fenoles totales y taninos.
- Flavonoides.
- Quinonas y antraquinonas.[10]

## Usos populares y datos farmacológicos
Se le atribuyen diversas propiedades medicinales, de las cuales destacan sus efectos antiinflamatorios, antisépticos, astringentes, cicatrizantes y depurativos. La droga vegetal esta constituida por raíz, tallo y las hojas, partes en las que se concentran los principios activos responsables de su acción terapéutica. Tradicionalmente usada en forma de infusión tanto para tratamientos internos como externos:
- Uso interno: tratar diarrea, trastornos de las vías urinarias.
- Uso externo: heridas infectadas, erupciones cutáneas.[10][7]

## Estado de conservación y amenazas
Rumex conglomeratus no enfrenta amenazas significativas a nivel global y  ha sido evaluada individualmente por la UICN (Unión Internacional para la Conservación de la Naturaleza) y clasificada como de preocupación menor, indicando que la especie no enfrenta riesgos de extinción. Esto puede deberse a que es una especie ampliamente distribuida y adaptable en muchas regiones, llegando incluso a comportarse como maleza o especie invasora en regiones donde fue introducida.